# Kaktusovke
Kaktusovke (znanstveno ime Cactaceae), pogovorno: »kaktusi«,  so rastlinska družina z več kot 2000 vrstami, v tropskih in subtropskih puščavah ter stepah severne in južne Amerike, ena sama vrsta Rhipsalis baccifera raste v osrednji Afriki. 
Ime kaktus (bot. Cactus Linne) je nastalo iz grške besede Κάκτος (kaktos) - artičoka, po podobnosti kaktusov z cvetom te rastline. V slovenski botanični terminologiji je predpisana končnica za imena rastlinskih družin -ovke oz. -evke, zato je kaktusovke strokovno ustreznejše ime za to družino, ki pa se redko uporablja. Nekateri (predvsem poljudnoznanstveni) viri jih imenujejo tudi kakteje.
Kaktusovke so evolucijsko zelo mlada družina, vrste naj bi se razvile pred 40 milijoni let. Na to kaže dejstvo, da v starem svetu ne najdemo kaktusovk - na ozko razširjenost družine je očitno vplivala ločitev obeh ameriških tektonskih plošč od Evrazijske.

## Oblike kaktusov
Družina Kaktusovk (Cactaceae) se deli na dve osnovni poddružini Cactoideae in Opuntioideae glede na obliko trnov, ki so pri članih poddružine Opuntioideae harpunasto nazobčani. 
Kaktusovke se pojavljajo v zelo različnih oblikah in velikosti. Osnovne oblike so kroglasta, stebrasta in drevesasta. Nekatere vrste so se prilagodile na vlažnejše okolje in rastejo kot epifiti v krošnjah dreves. Najmanjši kaktus je Blossfeldia liliputana, ki zraste le malo čez 1 cm v premeru, najvišji pa je Pachycereus pringlei z največjo izmerjeno višino 19,2 m. Najtežji kaktus je po oceni Lemaireocereus weberi, ki zraste le deset metrov v višino, vendar lahko iz debla požene več kot sto vej, vsaka pa lahko tehta več kot 500 kg.
- Saguaro
- Astrophytum ornatum
- Euphorbia obesa
- Echinocactus grusonii
- Parodia leninghausii
- Mammillaria spinosissima cv. un pico
- Echinopsis
- Echinocereus pectinatus
- Frailea castanea
- Turbinicarpus schmiedickeanus subsp. schwarzii
- Gymnocalycium horstii
- Astrophytum myriostigma

## Razširjenost
Kaktusovke rastejo v obeh Amerikah, le Rhipsalis baccifera je razširjen v tropski Afriki, Madagaskarju in na Šrilanki. V Indiji, Avstraliji, v Sredozemlju in v južnih delih Azije rastoči kaktusi so prenešeni in so v Avstraliji skoraj povzročili ekološko katastrofo. Košenilne opuncije so prinesli v Avstralijo že v 19. stoletju zaradi proizvodnje košenilnega barvila, ki ga proizvajajo uši košenilke. Opuncije se razmnožujejo vegetativno, torej z delitvijo členkov, so pa neužitne za lokalno favno, kar je povzročilo nekontrolirano širjenje opuncij. 
V Mediteranu še vedno sadijo opuncije kot žive meje.
Največ vrst kaktusovk raste v Mehiki, posebno v pokrajini Tehuacan, prilagodile pa so se tudi hladnejšim področjem osrednje Severne Amerike (Teksas, Nova Mehika, Kalifornija, Arizona...), nekatere pa rastejo celo v Montani, Idahu, Utahu in Koloradu prav do Kanadske meje. V tropskem delu srednje Amerike preidejo kroglasti kaktusi v stebričarje in epifite. V južni Ameriki so najbolj zastopani v Argentini in Peruju, uspevajo pa celo do južne Patagonije. Za Brazilijo so značilni predvsem že v Kolumbovih časih odkriti melokaktusi, zanimivi kaktusi s posebnim organom cefalium, ki je še najbolj značilen za rod Discocactus.
Kaktusovke rastejo tudi v področjih, kjer pade manj kot 100 mm padavin na leto. Večinoma so sicer razširjene v polpuščavah in pogosto rastejo v senci večjih dreves, vendar je precej takih pokrajin, kjer kakteje tudi deset let ne doživijo padavin.

## CAM metabolizem in prilagoditev suhem okolju
Kaktus je biološko zelo zanimiva rastlina s posebnim CAM (crassulaceae acid metabolism) metabolizmom, ki omogoča preživetje rastlin v zelo vročih in suhih okoljih. Rebrasta oblika, sočno tkivo in ta vrsta metabolizma omogočajo shranjevanje zaloge vode, ki omogoča preživetje dolgih sušnih obdobij. Poleg kaktusov v sušnih področjih rastejo druge kserofitne rastline, vsem pa je značilna CAM presnova. Osnovna funkcija te presnove je dnevna presnova ogljikovega dioksida in vode v sladkor, ponoči pa se vrši transpiracija. Stome, ki omogočajo dihanje rastline in izmenjavo plinov, se podnevi zaprejo, kar prepreči nepotrebno izhlapevanje vode iz povrhnjice. Ponoči se stome odprejo in omogočijo izmenjavo plinov. Ta proces povzroči tudi poletno stagnacijo, ki prepreči večjo izgubo vode v poletni vročini. S tako presnovo lahko kaktus preživi dolge mesece ali celo leta brez vode.
Steblo kaktusov ima osrednji sočni stržen, okoli katerega teče žilno snopje, ki omogoča pretok metabolitov. Žilno snopje lahko s staranje rastline oleseni in tvori oporo mehkem sočnem tkivu. Okoli stržena se nahaja sočno tkivo, ki skrbi predvsem za skladiščenje vode. Zunanja trša skorja vsebuje klorofil, ki omogoča fotosintetsko presnovo ogljikovega dioksida in vode v sladkorje. 
CAM presnovo uporabljajo tudi rastline iz družin Crassulaceae, Agavaceae, Euphorbiaceae, Liliaceae, Orchidaceae in Vitaceae.

## Zgradba
Cvetovi kaktusov so glede na veliko porabo vode v času cvetenja sorazmerno veliki, pri nekaterih kaktusih nočni, obarvani od bele, rumene, rdeče in rjave barve. Kaktusi ne vsebujejo modrih antocianskih barvil, zato noben kaktus ne cveti v modri barvi. 
Kaktusi so večletne rastline in živijo od nekaj let do preko 300 let. Nekateri manjši kaktusi cvetijo že v drugem letu starosti in živijo od 10 do 25 let, veliki stebričarji pa lahko cvetijo šele po petdesetem letu starosti in doživijo nekaj stoletij. Kaktusi rastejo zelo počasi. Veliki arizonski stebričar 
saguaro (Carnegia gigantea) zraste v prvem desetletju le približno 10 cm v višino, prvič pa cveti šele po petdesetih letih.
Cvetovi kaktusov so - razen nekaj zigomorfnih vrst - radialno simetrični, večinoma lijaste ali cevaste oblike. Izraščajo lahko iz starih ali novih areol, ki pa le pri nekaterih vrstah kaktusov poženejo več cvetov iz areole naenkrat (Weingartia, Neoporteria in še nekateri). Cvetovi so veliki od nekaj mm (nekatere vrste Rhipsalis, Mammilaria ...) do preko 30 cm (Echinopsis, Selenicereus, nekateri stebričarji). Cvetovi imajo od 5 do več kot 50 cvetnih listov in veliko število prašnikov (od 10 do 1500). Večinoma so kaktusi tujeplodni, manjše število vrst je samoplodnih (Frailea, Notocactus in drugi), redkeje pa je samoplodnost lastnost enega samega primerka kaktusa. V takih primerih lahko na samoplodnost vpliva prehranjenost rastlin, lahko pa samooploditev sproži celo pelod iz popolnoma nesorodne rastlinske vrste (npr. samooploditev Strombocactus lahko sproži pelod Lophophora ali Hamatocactus).

### Cefalij
Cefalij je poseben zgoščen meristemski organ, ki ga imajo le nekatere vrste srednje- in južnoameriških kaktusov. Cefalij je meristemska cvetna baza, ki producira le cvetje in plodove, namesto bodic pa tvori gosto volno in ščetine. Pri rodu Melocactus steblo kaktusa po začetku rasti cefalija ne raste več.

### Plod
Plodovi so večinoma suhi ali sočni, jagodaste oblike in vsebujejo od nekaj semen, v nekaterih primerih pa do več tisoč semen. Plodovi lahko vsebujejo sladkorno pulpo in jih v naravi jedo živali, uporabljajo pa se lahko kot hrana (Opuntia ficus-indica).

### Semena
Seme kaktusov je drobno, od premera 0,1 mm (Parodia, Strombobactus in drugi) do 1 cm (Opuntia, Tephrocactus, nekateri stebričarji). Pri nekaterih vrstah kali le pod posebnimi pogoji. Največja možnost preživetja sejancev v naravi je šele po nekem daljšem mokrem obdobju, zato seme ne kali, dokler kalitev preprečujejo procesi dormance. Dormanco lahko zaključi izpiranje kemijskih snovi, ki povzročijo nekaljivost semena, pokanje semenske lupine zaradi mraza ali drugih vzrokov, staranje semena ali pa vročina. Semena kaktusov, ki imajo daljšo dormantno dobo, večinoma vzkalijo šele po nekaj sezonah.

### Trni
Kaktusi so z evolucijo razvili trne, s katerimi se zaščitijo pred živalmi in pred premočnim soncem. Trni niso značilni le za kaktuse, saj jih imajo tudi druge rastline, vendar so pri kaktusih trni produkt areol, ne kambija. Trni izraščajo lahko postopoma, tako da se lahko pojavijo na več deset let starem delu stebla. Dolžina trnov pri nekaterih kaktusih preseže 20 cm, lahko pa jih iz ene same areole izrašča več kot 40. Opuncije imajo nazobčane trne, ki se pri vbodu težko izvlečejo, kar pogosto povzroči, da se pogosto odlomi brst rastline in ga žival odnese s seboj nabodenega na kožo. Trni so pri gorskih rastlinah pogosto svetli in gosti ter tako ščitijo povrhnjico pred soncem. Trni sicer absorbirajo vodo, vendar se kaktusi ne hranijo z vodo preko areole. V skrajno sušnih okoljih pa trni vseeno pripomorejo k zbiranju vode, ker se na njih nabira kondenz in odteče h koreninam.
Trne in kaktusom podobno obliko ima tudi precej rastlin iz družine mlečkovk (Euphorbiaceae), zato jih ljudje pogosto zamenjujejo s kaktusi. Prav tako med kaktuse ne spadajo aloje, agave, rastline iz družine tolstičevk, Crassulaceae (kalanhoje, krasule, graptopetali in druge vrste) ter živi kamenčki (Mesebrianthemaceae).
Posebnost kaktusov je organ areola, ki se pojavi samo še pri treh rastlinskih družinah. Areola je organ, ki tvori trne in pri nekaterih kaktusih liste, ki pa pri večini olistanih kaktusov odpadejo.

### Rebra
Kaktusi so razvili rebra, ki so nastala s preoblikovanjem stebla v kroglasto obliko. Rebra povečajo fotosintetsko površino rastline, omogočajo pa krčenje in raztezanje stebla. V sušnih obdobjih kaktus izgubi precej vode iz sočnega tkiva, zato se steblo skrči, po dežju pa se zaloga vode obnovi in se steblo lahko razširi. Število reber je tipično za vrsto kaktusa. Nekatere vrste, na primer Astrophytum myriostigma ima najpogosteje le pet reber. Število reber se s starostjo rastline pogosto veča po Fibonaccijevem zaporedju. 
Veliki arizonski kaktus saguaro lahko v enem dnevu vsrka preko 3000 litrov vode. To povzroči povečanje volumna rastline, kar omogočijo rebra s širjenjem.

### Korenine
Koreninski sistem kaktusov ima dve funkciji, prevodno in oporno. S korenino se kaktus vraste v podlago, ki je lahko peščena, skalna, ilovna, lahko pa se kot epifit vraste tudi v drevesno skorjo. Korenina je lahko repasta, korenasta ali lasasta, pogosto pa se pojavi kombinacija globoke glavne korenine s tankimi koreninami v plitvi zgornji plasti zemlje. To se pojavlja predvsem pri visokih stebričarjih, ki v enem dnevu lahko načrpajo skozi korenine več ton vode v steblo predvsem s plitvimi koreninami, glavna korenina pa služi za oporo in za srkanje vode iz globine. Zadebeljene korenaste in repaste korenine imajo nekateri kaktusi iz skrajno sušnih področij, saj v debelem delu korenine shranijo nekajkrat več vode, kot jo lahko shrani steblo (Neochilenia, Pterocactus, Gymnocactus in drugi). 
Večino vode vsrkajo koreninski laski, ki poženejo iz površine glavne korenine v nekaj urah po dežju. Izgubo vode skozi povrhnjico zmanjšuje tudi voščena prevleka, ki jo tvori epiderm nekaterih vrst kaktusov.

### Listi
Kaktusi so z evolucijo deloma izgubili liste in jih najdemo le še pri poddružini Pereskioideae, pri opuncijah pa so se ohranili v zelo okrnjeni obliki. Večina kroglastih kaktusov je liste popolnoma izgubila.

## Rastna sezona
Rast kaktusov je odvisna od svetlobe, toplote, hranilnih snovi, predvsem pa od vode, torej od padavin. Svetloba je osnova za fotosintetsko presnovo ogljikovega dioksida in vode v sladkor. Temperatura vpliva predvsem na hitrost kemijskih procesov v rastlini. Optimalna temperatura rasti je od vrste do vrste drugačna, v splošnem pa se rast začne nad 10º Celzija, nad 40º pa se prične ustavljati. Hranilne snovi vsrkava kaktus iz tal skozi korenine, ki so v daljši suši latentne. Ko pade dež, se v nekaj urah pričnejo na površini glavnih korenin tvoriti koreninski laski, ki lahko v nekaj urah načrpajo dovolj vode za preživetje naslednjega obdobja suše. 
Hranilne snovi so potrebne za tvorbo tkiv, vendar so kaktusi v splošnem prilagojeni na pusta peščena tla. Rastejo v tleh, kjer je zelo malo humusnih snovi in je pogosto edina organska snov v zemlje le ostanek odmrlih koreninskih laskov iz prejšnjih sezon.
Kaktusi so poletne rastline. Rast kaktusov je odvisna predvsem od padavin v toplih sezonah. V krajih, kjer so padavine pretežno pozimi, poleti pa jih ni, kaktusi ne uspevajo. Večina kaktusov ima rastno sezono spomladi in jeseni, poleti pa se zaradi visoke temperature rast ustavi. V krajih, kjer ni padavin tudi po več let, prejmejo kaktusi vodo z meglo (čilski obalni pas).

## Prezimna trdnost
Kaktusi rastejo večinoma v puščavah in polpuščavah, kjer so velike razlike med dnevno in nočno temperaturo običajne. V takih predelih nočna temperatura pogosto pade pod zmrzišče. Kaktusi so se prilagodili tudi na take pogoje in uspevajo celo v področjih, kjer pade temperatura tudi do 30º pod zmrziščem. Taki kaktusi se na prezimovanje pripravijo postopoma, s koncentriranjem celičnih sokov, v osnovi pa morajo imeti tudi celične stene prilagojene za take procese. Skrajno prezimni kaktusi rastejo v severnih delih Arizone, nove Mehike in Teksasa, našli so celo rastišča opuncij v Kanadi. V južni Ameriki uspevajo kaktusi v visokih Kordiljerah do južne Patagonije. Ti kaktusi lahko v skalnjaku z globoko drenažo prezimijo na odprtem tudi v priobalnem delu Slovenije.

## Pomen za človeka
Kaktusovke so igrale pomembno vlogo v civilizacijah, ki so živele na področjih rastišč. Azteška kultura je zapustila precej del, ki vključujejo simbole kaktusov. Mesto Tenochtitlan, danes Mexico City, je bil osnovan na prerokbi azteškega vrača in je vključevala kaktus. Zgodba pravi, da naj bi iz severa priseljeni Azteki po prerokbi vrača postavili svoje mesto na kraju, kjer je na vrh visokega kaktusa priletel in sedel orel s kačo v krempljih. Ta kraj je bil na visoki mehiški planoti, kjer stoji danes eno najbolj onesnaženih mest na svetu - Mexico City. 
Prvi kaktus (Melocactus) je v Evropo prinesel že Krištof Kolumb. Po odkritju so kaktusi vzbudili precej zanimanja. Kaktuse so kot novost kupovali bogataši in kot najdražji kaktus je bil prodan Ariocarpus kotschoubeyanus, ki je dosegel ceno, ki je v zlatu pomenila več kot je bila teža kaktusa.
Kaktusi so se in se še uporabljajo kot zdravilo, hrana za živali, oleseneli kambij pa kot les za gradnje in kurivo. Severnoameriški indijanci, predvsem Vičoli, uporabljajo kaktus Lophophora williamsii kot božanski kaktus Peyotl v svojih obredih, saj v tamkajšnjem podnebju vsebuje halucinogene alkaloide, predvsem meskalin. Za izdelavo rdečega barvila so se uporabljale uši košenilke, ki se hranijo z opuncijami. S širjenjem bele civilizacije in govedoreje proti zahodu severne Amerike je nastal tudi kultivar opuncije brez trnov, ki naj bi postal hrana za ovce. Da bi govedorejci preprečili razvoj ovčarstva, so celotno populacijo rastlin od lastnika odkupili in jo takoj uničili. V zdravilstvu se uporabljajo nekatere kaktusovke, predvsem Selenicereus grandiflorus pri zdravljenju hipertenzije.
Kaktusovke so zajete v konvenciji o zaščiti ogroženih rastlin CITES, katerega je sprejela tudi Slovenija. Na seznamu je precej ogroženih vrst kaktusovk (na primer cel rod Ariocarpus, Discocactus, ostali rodovi so vpisani po vrstah). Vseeno precej rastišč kaktusovk izgine zaradi gradenj ali zaradi nekontroliranega izkopavanja rastlin v hortikulturne namene.